# Cemach Szabad
Cemach Szabad (ur. 1864, zm. 1934 w Wilnie) – żydowski lekarz, działacz społeczny i polityczny. Ideowo związany z ruchem fołkistowskim. Był senatorem II kadencji w II Rzeczypospolitej wybranym z ramienia Bloku Mniejszości Narodowych (1928–1930).

## Życiorys
Studiował medycynę na Uniwersytecie Moskiewskim, a później także w Wiedniu, Heidelbergu i Berlinie. Od 1915 służył w armii rosyjskiej jako lekarz. Prowadził jednocześnie działalność naukową, publikując w prasie medycznej rosyjskiej, niemieckiej i polskiej. Później zajął się pisaniem do dwutygodnika „Fołksgezunt” (jid. „Zdrowie Ludu”), wydawanego w języku jidysz. Napisał także wiele książek, w których poruszał problematykę higieny, medycyny i migracji ludności.
Był członkiem honorowym i wiceprezesem Towarzystwa Lekarskiego i Izby Lekarskiej oraz YIVO. W działalności politycznej zajmował stanowisko prezesa gminy żydowskiej w Wilnie, a od 1919 był radnym miejskim. W latach 1919–1920 był prezesem rady żydowskich gmin Litwy. W 1926 stanął na czele organizacji fołkistowskiej, z której następnie wykształciło się Żydowskie Stronnictwo Ludowe w Polsce (siedzibą partii było Wilno). W 1928 wybrany na senatora z województwa kieleckiego z listy Blok Mniejszości Narodowych.